# روجر آيكن
روجر آيكن (بالألمانية: Roger Aiken) (و. 1981  م) هو cyclo-cross cyclist ‏، ودراج أيرلندي، مركز لعبه هو cyclo-cross specialist ‏.

## روابط خارجية
- روجر آيكن على موقع أرشيف الدراجات (الإنجليزية)
- روجر آيكن على موقع إحصائيات الدراجات الإحترافية (الإنجليزية)
- روجر آيكن على موقع نسبة الدراجات (الإنجليزية)
- روجر آيكن على موقع اتحاد ألعاب الكومنولث (مؤرشف) (الإنجليزية)
- روجر آيكن على موقع دورة ألعاب الكومنولث 2006 (مؤرشف) (الإنجليزية)